# Бакмейстер, Логин Иванович
Логин (Логгин) Иванович Бакмейстер (Хартвиг Людвиг Кристиан Бакмейстер; нем. Hartwig Ludwig Christian Bacmeister (15 марта 1730 — 22 мая [3 июня] 1806) — российский и немецкий библиограф, переводчик, редактор, лингвист, педагог.

## Биография
Родился в деревне Герренбург, в мекленбургском княжестве Рацебург, учился в Рацебурге, Любеке и Иене, где изучал правоведение, но, не кончив курса, стал домашним учителем, путешествовал по Голландии, а в 1760 году принял место гувернёра в Лифляндии. В 1762 году при содействии А. Л. Шлёцера, с которым чрезвычайно близко сошёлся ещё во времена студенчества в Германии, переселился в Петербург, где три года состоял воспитателем детей архиятера Кондоиди и вместе с ними совершил путешествие в Стокгольм. По возвращении, в 1766 году, получил место инспектора Академической гимназии, которое занимал до 1778 года. Затем служил советником при Экспедиции государственных доходов, выйдя в отставку в 1801 году с чином статского советника.
Состоял членом Королевского Немецкого общества в Гёттингене.
Умер в Петербурге.

## Деятельность
Начиная со службы в гимназии, занимался переводами. Перевёл на немецкий язык «Древнюю Российскую историю» М. В. Ломоносова («Alte Russische Geschichte … bis auf den Tod des Grossf. Jaroslaw’s I …». — Riga; Leipzig, 1768), фрагменты из издания М. М. Щербатова «Журнал или поденная записка … государя Петра Великого с 1698 года…» («Beyträge zur Geschichte Peters des Grossen», 3 т. — Riga, 1774—1784); с шведского на немецкий язык — «Историю шведской нации» А. Ботина («Geschichte der Schwedischen Nation im Grundriss». — Riga; Leipzig, 1767). Составил «Топографические известия, служащие для полного географического описания Рос. Империи» (4 ч. в одном томе, СПб., 1771—1774), представляющие собой свод ответов на вопросы, разосланные Академией наук провинциальным властям относительно географических условий подведомственных им местностей. На основании этих ответов и других источников составил краткий учебник географии (Ревель, 1773), который был переведён на русский язык и служил для обучения «академического юношества».
С 1769 года по поручению Комиссии Академии наук занимался цензурированием иностранных изданий, предназначенных к набору в академической типографии.
В 1772 году организовал выпуск «Russische Bibliothek, zur Kenntniß des gegenwärtigen Zustandes der Literatur in Rußland» (с нем. — «Русская библиотека: К информации о современном положении литературы в России»), до 1782 года вышло 11 томов, в 11-м томе дан указатель ко всему изданию. В этом издании давался обзор издававшихся в России книг с их описанием (и извлечениями), критическими замечаниями и указанием цен. Кроме того, здесь размещались известия об учёных путешествиях, академические и университетские новости, некрологи, оглавления разных сборников и журналов и т. п. Издание было прекращено из-за отсутствия поддержки со стороны Академии наук и других учреждений. Это был первый библиографический журнал в России. В 1788—1789 годах редактировал выпуски «Еженедельных известий Вольного экономического общества».
В 1773 году приступил к сравнительному изучению языков, исходя из сравнения только лексики и грамматики — принципа, положенного в основу лингвистической компаративистики.
В 1785 году под его руководством (по поручению Екатерины II) был выполнен перевод Записок о Московии Сигизмунда фон Герберштейна.
Собрал большую библиотеку русских книг и сочинений о России.

### Избранные труды
Источники — каталоги РГБ, РНБ
- Бакмейстер Л. И. Топографическия известия служащия для полнаго географическаго описания Российской империи. — СПб. : При Императорской Академии наук, 1771—1774.
  - Т. 1, ч. 1 : Московской губернии Московская провинция. — 1771. — 94 с.
  - Т. 1, ч. 2 : Московской губернии Переславская Залесскаго, Володимерская, Суздальская, Юрьевская Польскаго. Переславская Рязанскаго провинции и часть Калужской провинции. — 1772. — С. 95-194.
  - Т. 1, ч. 3 : Московской губернии Калужской провинции остальная часть, да Тульская и Углицкая провинции. — 1772. — С. 195—288.
  - Т. 1, ч. 4 : Московской губернии Ярославская, Костромская провинции, да Новогородской губернии Новгородская, Псковская, Великолуцкая провинции. — 1772. — С. 289—392.
- Bacmeister H.L.Ch. Idea et desideria de colligendis linguarum speciminibus. — Petropoli, 1773. (рус.) (нем.) (лат.) (фр.)
- Bacmeister H.L.Ch. Kurze Geographie des Russischen Reiches. — S.l., 1768. — (// Geographischer Calendar, 1768)
- Bacmeister H.L.C. Sammlung vermischten Wahlstücke in zwölf Sprächen enthaltend in den vier Jahrgangen. 1796—1799 [рукопись]. — [Б.м.], 1797. — 304 с. (нем.) (датск.) (англ.) (фр.) (греч.) (нид.) (итал.) (лат.) (рус.) (швед.) (древнерусск.)

переводы
- Beyträge zur Geschichte Peters des Grossen / Hrsg. von H. L. C. Bacmeister; [übersetzt von Ch. G. Arndt, H. L. Ch. Bacmeister]. — Riga: Hartknoch. — [Ann Arbor, Michigan : University Microfilms Internat., 1980].
  - Bd. 1, 2 : Tagebuch Peters des Grossen in einer deutschen Übersetzung. — 1774, 1776. — 526 + 244 S.
  - Bd. 3 : Beilagen zu dem Tagebuch Peters des Grossen, meistens aus dem Russischen übersetzt. — 1784. — 452 S.
- Botin A.[швед.] Geschichte der Schwedischen Nation im Grundriss / Aus dem Schwedischen ins Deutsche übersetzt von H. L. C. Backmeister. — Riga; Leipzig : Hartknoch, 1767.
- Lomonossow M. Alte Russische Geschichte von dem Ursprunge der Russischen Nation bis auf den Tod des Großfürsten Jaroslaw des Ersten, oder bis auf das Jahr 1054 / Aus dem Russischen ins Deutsche übersetzt von H. L. C. Bacmeister. — Riga; Leipzig : Hartknoch, 1768. — 192 S.
- Müller G. F. Lebensbeschreibung des General-Feldmarschalls Grafen Boris' Petrowitschj Scheremetew', mit eingestreueten Erläuterungen über die Geschichte Peters des Grossen / übersetzt aus dem Russ. von H. L. C. Bacmeister. — St. Petersburg: Hartknoch, 1789. — 212 S.

редактор (издатель)
- Еженедельныя известия Вольнаго экономическаго общества / Ред.: Л. И. Бакмейстер. — СПб.: Тип. Горнаго училища, [1788—1789]. — 1200 экз.
- Russische Bibliothek, zur Kenntniß des gegenwärtigen Zustandes der Literatur in Rußland (= Русская библиотека для познания современного состояния русской литературы) / Hrsg. von H. L. C. Bacmeister. — St. Petersburg [u.a.] ; Leipzig : Hartknoch. — 1772—1787. — Bd. 1-11. — [Ann Arbor, Michigan, USA ; London, England : University Microfilms Internat.]

## Награды
- Орден Святого Владимира 4-й степени (1786).

## Семья
Двоюродный брат — Иван Бакмейстер.